# Scott Walker (cantante)
Scott Walker, pseudonimo di Noel Scott Engel (Hamilton, 9 gennaio 1943 – Londra, 22 marzo 2019), è stato un cantautore e compositore statunitense.
Anche se statunitense di nascita, ebbe i maggiori successi della sua carriera nel Regno Unito, dove fece il suo debutto a Londra negli anni sessanta con il trio di finti fratelli The Walker Brothers. In seguito allo scioglimento del gruppo, ha intrapreso una carriera solista cimentandosi dapprima nel pop barocco e, successivamente, in una musica dai connotati fortemente sperimentali.

## Biografia
Noel Scott Engel nacque il 9 gennaio 1943 a Hamilton, in Ohio. Registrò i primi album tra la fine degli anni cinquanta e i primi anni sessanta con il nome di Scotty Engel. Nel 1964 formò a Los Angeles, assieme a John Maus e Gary Leeds, i Walker Brothers, attivi fino al 1967. Il gruppo si trasferì nel Regno Unito nel 1965 e prese parte alla British invasion. Grazie alla loro musica, un pop melodico e orchestrale di facile presa, conseguirono un notevole successo commerciale.
Dopo lo scioglimento del gruppo, nel 1967, l'artista pubblicò il suo primo album da solista Scott, sotto lo pseudonimo di Scott Walker, mantenuto in seguito allo scioglimento del gruppo.  Divenne celebre anche per alcuni suoi adattamenti in inglese delle canzoni di Jacques Brel e per altri brani molto moderni per l'epoca, tra cui The Plague e The Old Man's Back Again (Dedicated to the Neo-Stalinist Regime).
Dopo un lungo periodo di assenza dalle scene, il musicista riprese negli anni ottanta la sua carriera adottando questa volta uno stile molto cupo e sperimentale, vicino a certa musica d'avanguardia, e caratterizzato da testi criptici e inquietanti. Il 21 ottobre 2014, l'etichetta 4AD pubblica Soused, l'album collaborativo tra il cantante e i Sunn O))), ovvero Stephen O'Malley, Greg Anderson e Tos Nieuwenhuizen. Registrato all'inizio del 2014, il disco, della durata di 50 minuti per un totale di 5 tracce, è stato prodotto da Walker assieme a Peter Walsh e Mark Warman.

## Stile musicale
L'insolita carriera di Scott Walker si divide principalmente in due fasi: la prima, iniziata negli anni sessanta, lo ha visto cimentarsi in un pop barocco da cantante crooner, mentre la seconda, avviata a partire dagli anni ottanta, lo ha visto indossare i panni del cantante d'avanguardia. Con i primi album, Walker si è cimentato in ballate sofisticate e orchestrali che si ispirano a Jacques Brel e al folk europeo. Dopo gli anni settanta, periodo in cui ha realizzato svariate cover di altri artisti e in cui si è lasciato contaminare a più riprese dalla musica country, il cantante ha inciso Climate of Hunter (1984) dal repertorio intenzionalmente freddo e in cui la voce viene "depersonalizzata e deautorizzata". L'album anticipa la futura sperimentazione in formato canzone, come confermeranno le successive produzioni dai connotati che diverranno sempre più lugubri e colti con il passare degli anni. Citato fra gli ispiratori del neofolk, Walker è anche considerato il "prestanome" dell'art rock da AllMusic. Lo stesso sito lo inserisce fra gli artisti di rock alternativo, rock sperimentale e soft rock.

## Discografia

### Album in studio
- 1967 – Scott (Philips Records)
- 1968 – Scott 2 (Philips Records)
- 1969 – Scott 3 (Philips Records)
- 1969 – Scott: Scott Walker Sings Songs from His TV Series (Philips Records)
- 1969 – Scott 4 (Philips Records)
- 1970 – 'Til the Band Comes In (Philips Records)
- 1972 – The Moviegoer (Philips Records)
- 1973 – Any Day Now (Philips Records)
- 1973 – Stretch (Columbia Records)
- 1974 – We Had It All (Columbia Records)
- 1984 – Climate of Hunter (Virgin Records)
- 1995 – Tilt (Fontana Records per il Regno Unito, Drag City per gli USA)
- 2006 – The Drift (4AD)
- 2007 – And Who Shall Go to the Ball? And What Shall Go to the Ball? (4AD)
- 2012 – Bish Bosch (4AD)
- 2014 – Soused (4AD) (con Sunn O))))

## Colonne sonore
- 1999 – Pola X (Barclay Records 1999)
- 2016 – The Childhood of a Leader (4AD, CD & LP 2016) (colonna sonora originale)
- 2018 – Vox Lux (Columbia Records, 2018) (colonna sonora originale)